# 布鲁语
布鲁语是印度支那半島布魯族及卡坦族的母語，為一個方言連續體，其使用者位於寮國的沙拉灣省、沙灣拿吉省、甘蒙省及波里坎塞省，在鄰近的越南和泰國亦有分佈。在越南，該語言使用者主要集中於昆嵩省得蘇縣。